# 詹文光
詹文光（1479年—？），字用賓，號觀山，湖廣武昌府江夏縣人，軍籍，明朝政治人物。

## 生平
正德十四年（1519年）己卯科湖廣鄉試第十一名舉人。嘉靖八年（1529年）中式己丑科會試第一百九名，登第三甲第一百五十四名進士。次年授吴江知县。升户部主事，历员外郎、郎中。嘉靖二十年任廉州府知府。嘉靖二十一年，他撤销建于成化七年(1471)的廉州城串楼，恢复旧城。

## 家族
曾祖詹忠；祖父詹思達；父詹祿，母熊氏；繼母張氏。慈侍下。兄文璧。弟文奎、文庆（知县）、文軫、文庚、文胜、文献、文华、文博。